# Leucania pseudoloreyi
Leucania pseudoloreyi is een vlinder uit de familie uilen (Noctuidae). De wetenschappelijke naam van deze soort is voor het eerst geldig gepubliceerd in 1953 door Rungs.
De soort komt voor in tropisch Afrika.